# Poeonoma inermis
Poeonoma inermis là một loài bướm đêm trong họ Noctuidae.